# Dany alveolar difús
El dany alveolar difús (DAD) és un patró histològic de la malaltia pulmonar. S'observa en la síndrome del destret respiratori agut (SDRA), la lesió pulmonar aguda secundària a transfusió i la pneumònia intersticial aguda.

## Progressió
El dany alveolar difús passa per diverses etapes:
- Fase exsudativa - similar a l'edema pulmonar. Els alvèols s'inunden d'exsudat
- Producció de la membrana hialina. Les membranes hialines són estructures fibrinoses resultants de l'organització de l'exsudat.
- Fase d'organització.